# Salem's Lot (1979)
Salem's Lot är en amerikansk skräckminiserie från 1979 i regi av Tobe Hooper, baserad på Stephen Kings roman Staden som försvann. En nyinspelning med samma titel gjordes år 2004. Miniserien/filmen sändes i två avsnitt den 17 och 24 november 1979.

## Handling
Den unga författaren Ben Mears (David Soul) återvänder till sin hemby Jerusalem's Lot för att skriva en bok om det kusliga Marstenshuset som han själv fick mardrömmar om som barn. Mears börjar tro att de konstiga sakerna som händer i byn beror på just Marstenshuset som blickar ner från en kulle i utkanten av byn.

## Rollista (urval)
- David Soul -  Ben Mears
- James Mason -  Richard K. Straker
- Lance Kerwin -  Mark Petrie
- Bonnie Bedelia -  Susan Norton
- Reggie Nalder - Kurt Barlow